# Église Saint-André de Mane
L'église Saint-André est une église située à Mane, en France.

## Localisation
L'église est située sur la commune de Mane, dans le département français des Alpes-de-Haute-Provence.

## Historique
L'édifice est inscrit au titre des monuments historiques en 1993.